# Vrouwen-vereeniging ter bevordering van werkzaamheid en welstand onder de geringere volksklasse
De Vrouwen-vereeniging ter bevordering van werkzaamheid en welstand onder de geringere volksklasse, kortweg de Vrouwen-vereeniging genoemd, opgericht in Groningen op 26 januari 1838, was een vereniging die tot doel had om de minder bedeelden van werk te voorzien, en de lichamelijke en mentale gesteldheid van de armen te verbeteren.
Om deze doelen te bereiken werden er geen aalmoezen gegeven, zoals destijds gebruikelijk was bij verenigingen die armenzorg boden. Wat de vereniging wel deed was het belonen en verschaffen van werkzaamheden en de armen thuis bezoeken om hen hulp en troost te bieden en een vertrouwensband te creëren.
Uit een overzicht uit 1897, gemaakt door Van Zanten, blijkt dat het huisbezoeksysteem van de vereniging succesvol was. Vrouwen bezochten twee aan twee ten minste maandelijks een arm gezin om morele steun te bieden. De werkgelegenheid voor vrouwen werd geboden via twee commissies: de 'naaicommissie' (het naaien van hemden, lakens en slopen) en de 'commissie voor uitgebreide werkverschaffing', die in opdracht werkkleding maakte voor onder andere de stadsreiniging en de brandweer.
De eerste vereniging met dit doel en deze werkwijze die werd opgericht was deze Vrouwen-vereeniging in Groningen, op 26 januari 1838. Op den duur werden er vergelijkbare verenigingen opgericht in andere plaatsen. Ze droegen soms dezelfde of een vergelijkbare naam. Voorbeelden zijn 'Vrouwenvereeniging tot hulpbetoon aan eerlijke en vlijtige armoede' en 'Vereeniging voor Moederlijke Weldadigheid' (hulp aan behoeftige kraamvrouwen).